# حكومة محمد مصطفى
حكومة محمد مصطفى هي الحكومة الفلسطينية التاسعة عشرة. كُلف محمد مصطفى بتشكليها رسميًا في 14 مارس 2024 نتيجةً لاستقالة حكومة محمد اشتية في 26 فبراير 2024، حيثُ أعلن اشتية عن وضع حكومته استقالتها تحت تصرف الرئيس محمود عباس منذ 20 فبراير 2024. لاحقًا في مساء يوم 26 فبراير 2024، قبل الرئيس عباس استقالة الحكومة وكلفها بتسيير أعمال الحكومة مؤقتًا لحين تشكيل حكومة جديدة.

## التاريخ
في 14 مارس 2024، كلف الرئيس الفلسطيني محمود عباس محمد مصطفى لتشكيل الحكومة الفلسطينية التاسعة عشر "حكومة تكنوقراط"، وفي 28 مارس 2024 عرض مصطفى تشكيلة حكومته على الرئيس عباس والذي بموجبه أقرها في ذات اليوم، وأدت حكومة مصطفى اليمين القانونية أمام الرئيس عباس في 31 مارس 2024.
في 23 يونيو 2025، وافق الرئيس عباس على تعديل حكومي بإضافة اسطيفان سلامة وزيرًا للتخطيط والتعاون الدولي، ومنح فارسين أغابيكان شاهين منصب وزير الخارجية والمغتربين بدلًا من منصب وزير الدولة لشؤون وزارة الخارجية والمغتربين.

## التشكيل الحكومي
| ت  | الحقيبة الوزارية                    | شاغر المنصب                             | تولى المنصب   | غادر المنصب          |
| -- | ----------------------------------- | --------------------------------------- | ------------- | -------------------- |
| 1  | رئيس الوزراء                        | محمد عبد الله محمد مصطفى                | 31 مارس 2024  | لا يزال              |
| 2  | وزير الخارجية وشؤون المغتربين       | محمد عبد الله محمد مصطفى                | 31 مارس 2024  | 23 يونيو 2025        |
| 2  | وزير الخارجية وشؤون المغتربين       | فارسين أوهانس فارتان أغابيكان           | 23 يونيو 2025 | لا تزال              |
| 3  | وزير العدل                          | شرحبيل يوسف سعد الدين الزعيم            | 31 مارس 2024  | لا يزال              |
| 4  | وزير الداخلية                       | زياد محمود محمد هب الريح                | 31 مارس 2024  | لا يزال              |
| 5  | وزير المالية                        | عمر أكرم عمران البيطار                  | 31 مارس 2024  | لا يزال              |
| 6  | وزير التخطيط والتعاون الدولي        | وائل محمد محمود زقوت                    | 31 مارس 2024  | مايو 2025 (استقال)   |
| 6  | وزير التخطيط والتعاون الدولي        | سماح عبد الرحيم حسين أبو عونمُسيرة أعمال | مايو 2025     | 23 يونيو 2025        |
| 6  | وزير التخطيط والتعاون الدولي        | اسطيفان أنطون اسطيفان سلامة             | 23 يونيو 2025 | لا يزال              |
| 7  | وزير الحكم المحلي                   | سامي أحمد عارف حجاوي                    | 31 مارس 2024  | لا يزال              |
| 8  | وزير الصحة                          | ماجد عوني محمد أبو رمضان                | 31 مارس 2024  | لا يزال              |
| 9  | وزير التربية والتعليم العالي        | أمجد سعد سليمان برهم                    | 31 مارس 2024  | لا يزال              |
| 10 | وزير العمل                          | إيناس حسني عبد الغني عطاري              | 31 مارس 2024  | لا تزال              |
| 11 | وزير الأوقاف والشؤون الدينية        | محمد مصطفى محمد نجم                     | 31 مارس 2024  | لا يزال              |
| 12 | وزير الصناعة                        | عرفات حسين سليمان عصفور                 | 31 مارس 2024  | لا يزال              |
| 13 | وزير الاقتصاد الوطني                | محمد يوسف محمد العامور                  | 31 مارس 2024  | لا يزال              |
| 14 | وزير الاتصالات والاقتصاد الرقمي     | عبد الرازق ماهر عبد الرازق نتشة         | 31 مارس 2024  | لا يزال              |
| 15 | وزير الأشغال العامة والإسكان        | عاهد فائق عاطف بسيسو                    | 31 مارس 2024  | لا يزال              |
| 16 | وزير التنمية الاجتماعية             | سماح عبد الرحيم حسين أبو عونمُسيرة أعمال | 31 مارس 2024  | 23 يونيو 2025        |
| 17 | وزير الزراعة                        | رزق عبد الرحمن سالم سليمية              | 31 مارس 2024  | لا يزال              |
| 18 | وزير السياحة والآثار                | هاني ناجي عطا الله الحايك               | 31 مارس 2024  | لا يزال              |
| 19 | وزير شؤون القدس                     | أشرف حسن عباس الأعور                    | 31 مارس 2024  | لا يزال              |
| 20 | وزير الثقافة                        | عماد الدين عبد الله سليم حمدان          | 31 مارس 2024  | لا يزال              |
| 21 | وزير النقل والمواصلات               | طارق حسني سالم زعرب                     | 31 مارس 2024  | لا يزال              |
| 22 | وزير شؤون المرأة                    | منى محمد محمود الخليلي                  | 31 مارس 2024  | لا تزال              |
| 23 | وزير دولة لشؤون الخارجية والمغتربين | فارسين أوهانس فارتان أغابيكان           | 31 مارس 2024  | 23 يونيو 2025        |
| 24 | وزير دولة لشؤون الإغاثة             | باسل عبد الرحمن حسن ناصر                | 31 مارس 2024  | 20 يناير 2025 (تُوفي) |
| 24 | وزير دولة لشؤون الإغاثة             | سماح عبد الرحيم حسين أبو عون            | يناير 2025    | لا تزال              |
| /  | أمين عام مجلس الوزراء               | دواس تيسير رشيد دواس                    | 31 مارس 2024  | لا يزال              |
| /  | رئيس مركز الاتصال الحكومي           | محمد أبو الرب                           | 31 مارس 2024  | لا يزال              |

## وصلات خارجية
- موقع مجلس الوزراء